# Aaron Geramipoor
Aaron Geramipoor (en persan : آرون گرامی‌پور), né le 11 septembre 1992 à Stockport, en Angleterre, est un joueur anglo-iranien de basket-ball, évoluant au poste de pivot.

## Biographie
Geramipoor fait ses premiers pas dans le monde du basket-ball en Angleterre. Á l'âge de 16 ans, il participe avec son club participe à un tournoi auquel participe également la Canarias Basketball Academy. Le club espagnol lui offre une bourse dont il a bénéficié lors de la saison 2009-2010.
En 2010, il rejoint les Pirates de Seton Hall, dans la Big East Conference en NCAA.
Á l'issue de son cursus universitaire, il revient à Gran Canaria en 2014, disputant le début de la saison 2014-2015, avec la réserve, où il enregistre des moyennes de 14,1 points, 8,5 rebonds et une évaluation de 14,5 en 14 matchs, avant de rejoindre Ourense, signant 4,3 points, 3,3 rebonds et une évaluation de 4,5 en 23 rencontres disputées avec le club fraîchement promu en Liga Endesa.
En 2015, Gran Canaria a tenté de l’intégrer à son effectif, mais il n’a finalement pas convaincu le staff technique, ce qui l’a conduit à rejoindre les Soles de Mexicali dans la LNBP.
Après avoir évolué avec les équipes de jeunes de la sélection britannique, disputant le championnat d'Europe des moins de 16 ans 2008 et le championnat d'Europe des moins de 18 ans 2010, il intègre l'équipe d'Iran. Il participe à la coupe du monde 2019 et aux Jeux olympiques 2020.
Le 18 mars 2022, il signe avec les Taichung Wagor Suns de la T1 League de Taïwan, et renouvelle son contrat le 9 septembre.
Le 10 août 2023, il rejoint les Kaohsiung Aquas. Le 17 juillet 2024, le club tawanais annonce que Geramipoor quitte l’équipe.
En août 2024, il signe avec les Soles de Mexicali dans la Ligue nationale de basketball professionnel du Mexique.